# ヒトの歯
ヒトの歯（ヒトのは、英: Human tooth） は、人間の口腔内にある歯であり、食物を咀嚼する機能を有する。人間には切歯、犬歯、小臼歯、大臼歯という4種類の歯があり、切歯は食物を噛み切る、犬歯は食物を引き裂く、小臼歯と大臼歯は食物を噛み潰す、という個別の機能がある。歯根は上顎または下顎に埋まっており、歯肉で覆われている。歯は様々な密度と硬度からなる複数の組織でできている。
人間は他の大部分の哺乳類と同じく二生歯性 (diphyodont) であり、二組の歯を生やす。一組目が乳歯であり、通常は20本の歯からなる。乳歯は典型的に生後6ヶ月頃に生え始め（萌出）、これが乳児にとって疎ましかったり痛みとなる場合もある。
乳歯の後に生え換わる二組目の歯が永久歯である。永久歯は親知らずも含めて通常32本からなる。

## 解剖学

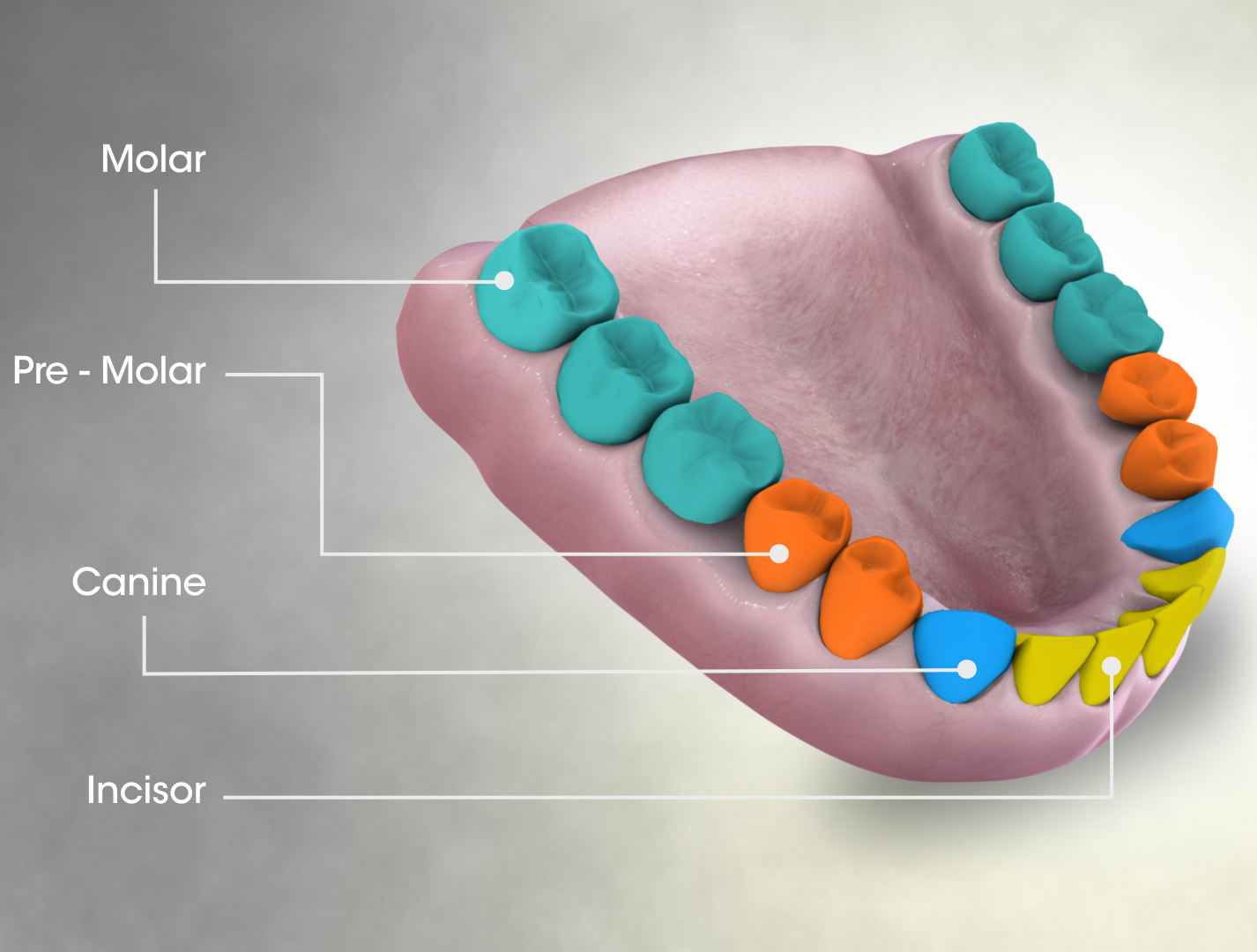
ヒトには4種類の歯があり、切歯（黄）、犬歯（青）、小臼歯（赤）、大臼歯（緑）という名称が付いている

歯科解剖学は歯牙構造の研究に特化した解剖学の分野である。歯の発達、外観、分類が研究分野の範囲内であるが、咬合（噛み合わせ）は含まれない。歯の命名や構造に関わっているので、歯科解剖学は分類科学でもある。ここでの情報は歯科医にとって実用的なものであり、治療中の歯や構造を簡単に識別および記述できるようになっている。
解剖学的歯冠とは、 セメント-エナメル境(CEJ)上部のエナメル質で覆われた領域である。歯冠の大部分は象牙質と内部の歯髄腔で構成されている。歯冠は萌出前だと骨の中にあり、萌出後はほぼ全体が常に目に見える。解剖学的歯根はCEJ下部にあり、セメント質で覆われている。歯冠と同じく、象牙質が歯根の大部分を構成しており、通常は根管を持っている。犬歯と大半の小臼歯（上顎第一大臼歯を除く）は根管が通常1つである。上顎第一小臼歯と下顎大臼歯は、根管が通常2つある。上顎大臼歯は根管が通常3つある。通常よりも多くの根管があるものは 過剰根 (Supernumerary root) と呼ばれる。
人間は通常、20本の乳歯と32本の永久歯を持っている。歯は切歯、犬歯、小臼歯、大臼歯に分類される。切歯は主に食物を噛み切るのに使われ、犬歯は食物を引き裂くのに、臼歯は食物を噛み潰す役目を果たす。
大部分の歯には、他の歯と区別する識別可能な特徴がある。特定の歯を指す幾つかの異なる表記体系がある。最も一般的な体系を3つ挙げると、FDI国際歯科連盟式(ISO 3950)、ユニバーサル番号式、パーマー式である。FDI式が世界的に使用されており、ユニバーサル式は米国でのみ使われるためアメリカ式とも呼ばれる。パーマー式は英国のほか日本を含む幾つかの国で採用されている。

### 乳歯
乳歯は上下顎に10歯ずつ、合計20歯ある。ヒトの乳歯の歯式は{\displaystyle {\tfrac {2.1.0.2}{2.1.0.2}}}である。
一般的には生後6カ月前後に萌出するが、先天性歯（鬼歯や魔歯とも）と呼ばれる歯を最初から持って生まれる赤ん坊もいる。
乳歯は、前から乳中切歯、乳側切歯、乳犬歯、第1乳臼歯、第2乳臼歯の順に並んでいる。通常、全ての乳歯はやがて抜け落ちて永久歯へと生え変わる。

### 永久歯
永久歯は上下顎に16歯ずつ、合計32歯ある。歯式は{\displaystyle {\tfrac {2.1.2.3}{2.1.2.3}}}である。
上顎の中央にある二本の前歯が上顎中切歯（パーマー式でいう左の1番と右の1番）で、以下奥に向かって上顎側切歯（同2番）、上顎犬歯（3番)、上顎第一小臼歯（4番)、上顎第二小臼歯（5番)、上顎第一大臼歯（6番)、上顎第二大臼歯（7番)、上顎第三大臼歯（8番)と並ぶ。 下顎も同様に、手前から 下顎中切歯（左の1番と右の1番）、下顎側切歯（同2番）、下顎犬歯（3番)、下顎第一小臼歯（4番)、下顎第二小臼歯（5番)、下顎第一大臼歯（6番)、下顎第二大臼歯（7番)、下顎第三大臼歯（8番)と並ぶ。上下の第三大臼歯（智歯とも）は、生えてくるのが遅かったり萌出しない場合もあり、一般に「親知らず」と呼ばれる。他の歯や歯周組織に悪影響を及ぼす生え方をして、抜歯適応になることが多い。さらに別の歯（例えば第四大臼歯など）が形成される場合、それらを過剰歯と呼ぶ。通常の歯数よりも少ないものは、歯の先天欠損や歯数不足 (Hypodontia) と呼ばれる。
歯には少しばかり男女差があり、男性の歯と顎は女性のものよりも平均的に大きくなる傾向がある。また歯の内部組織割合にも違いがあり、男性の歯は象牙質が比較的多く、女性の歯はエナメル質が比較的多い。

## 各部位

### エナメル質
エナメル質は、人体の中で最も硬い硬組織である。元々は口腔外皮から生じたもので、象牙質、セメント質、歯髄腔と共に歯を構成する4大組織の1つである。 通常は目に見えるところにあり、土台の象牙質に支えらている。エナメル質の95%はミネラルで、残り4%が水分、そして1％がタンパク質で構成されている。エナメル質の通常色は、淡黄色から灰色がかった白色まで多彩である。エナメル質の土台となる象牙質がない歯の端部では、たまに色が少し青みがかる。エナメル質は半透明なので、象牙質の色およびエナメル質の下にある修復歯科用素材が歯の外観に強い影響を与える。エナメル質は表面の厚さが様々であり、噛み合わせの歯尖部 (Cusp (anatomy)) で最も厚くて最大2.5mm、そして臨床上CEJと見なされる境目で最も薄い。エナメル質の摩耗速度は、通常要因で年間8マイクロメートルである。
エナメル質の主なミネラルはヒドロキシアパタイトで、これは結晶性のリン酸カルシウムである。エナメル質にある大量のミネラルは、強度だけでなく脆性の原因ともなっている。象牙質（ミネラル化が少なく脆性も少ない）はエナメル質と補い合っており、支持として必要である。象牙質や骨と違って、エナメル質はコラーゲンを含まない。エナメル質の発達において着目すべきタンパク質はアメログレン、アメロゲニン、エナメリン、ツフテリン等である。これらは、とりわけ枠組み支持の役割を果たすことでエナメル質の発達を促すと考えられている。稀なケースで、エナメル質が形成できずに下層の象牙質が表面に露出しっぱなしになることがある。

### 象牙質
象牙質は、エナメル質またはセメント質と歯髄腔の間にある物質で、歯髄の象牙芽細胞より分泌される。多孔質の黄色がかった象牙質は重量的に70%の無機質、20%の有機質、10%の水分で構成されている。エナメル質よりも柔らかいため、適切な手入れをしないと急速に減衰したり深刻な虫歯になりやすいが、象牙質はそれでも保護層としての役目を果たし、歯冠を支える。 
象牙質は、コラーゲンタンパク質の有機基質を有するミネラル化結合組織である。象牙質はには象牙細管と呼ばれる微細なチャネルがあり、これは歯髄腔から外側のセメント質やエナメル質との境界にまで象牙質を介して外側に放射する。これら細管の直径は、歯髄腔付近の2.5μmから、中間部では1.2μm、象牙質エナメル接合部付近だと900 nmの範囲である。小さな副枝があったりもするが、細管は交差しない。その長さは歯の半径によって決まる。象牙細管の三次元構成は遺伝的に決定される。
象牙質には、原生（第一）、第二、第三の3種類がある。第二象牙質は歯根形成後に生成される象牙質の層であり、年齢とともに形成され続ける。第三象牙質は、虫歯や歯磨きなどの刺激に応じて作られる。

### セメント質
セメント質は歯根を覆う特殊な骨のような物質で、約45%の無機質（主にヒドロキシアパタイト）、33%有機質（主にコラーゲン）、22%の水分からなる。セメント質は歯根内部のセメント芽細胞 より分泌され、歯根部で最も厚い。色合いは黄色がかっており、象牙質やエナメル質よりも柔らかい。セメント質の主な役割は、歯周靭帯が安定のため歯に付着できる媒体としての機能である。セメント-エナメル境では、セメント質は細胞成分不足のため無細胞であり、この無細胞型が歯根の少なくとも2/3を覆っている。セメント質の透過性が多い形態である細胞型セメント質が、歯根頂部の約1/3を覆っている。

### 歯髄
歯髄は歯の中心部であり疎線維性結合組織で満たされている。この組織には、歯根頂部の穴から歯に入る血管や神経が含まれる。象牙質と歯髄の境に沿って象牙芽細胞があり、これが象牙質の形成を始める。歯髄内の他の細胞には、線維芽細胞、前象牙芽細胞、マクロファージ、Tリンパ球などが含まれる。歯髄は一般に歯の「神経」と呼ばれる。

## 発生

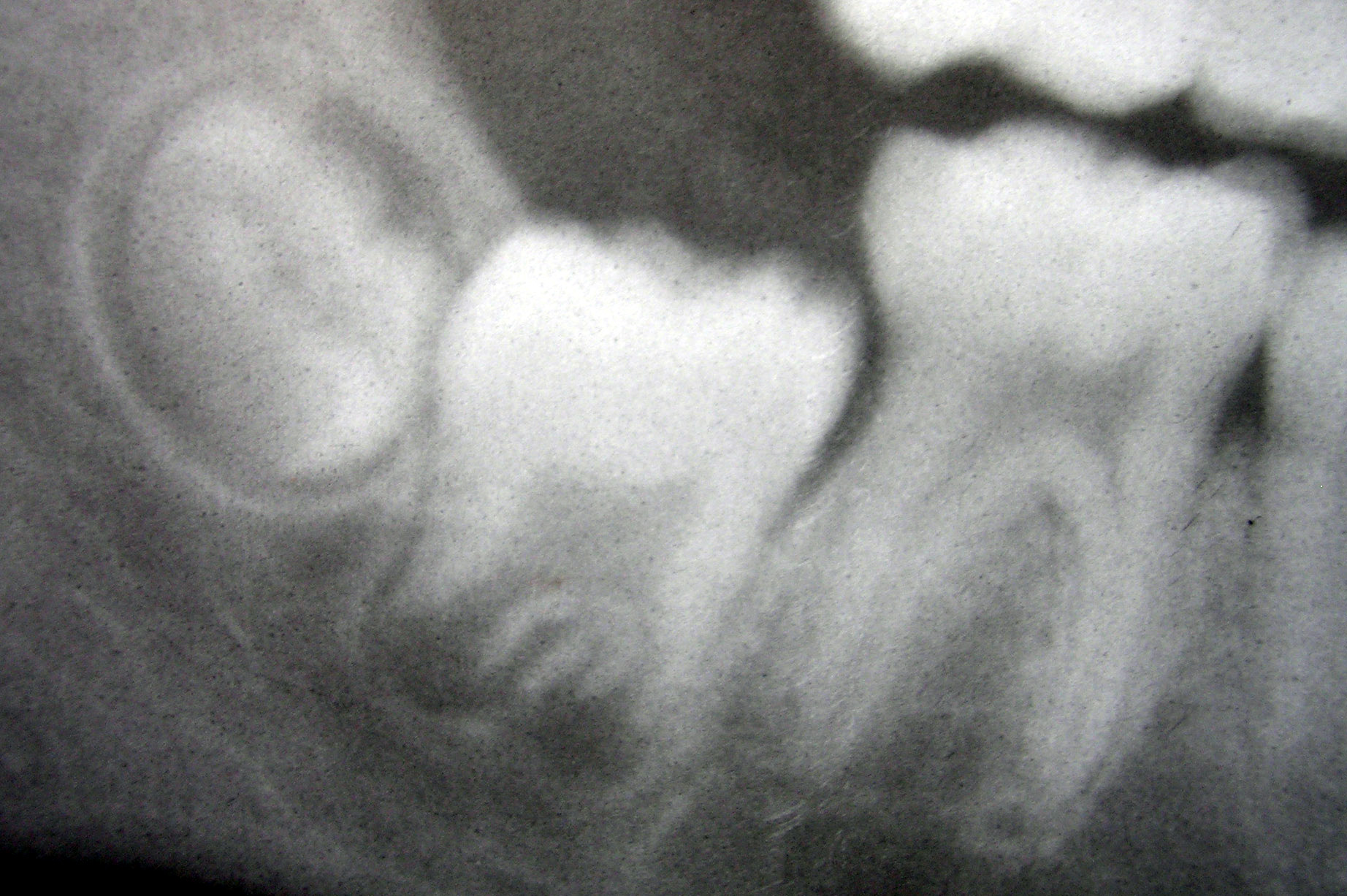
発育段階の異なる大臼歯（右下第三、第二、第一）のX線写真

歯の発生は、歯が歯胚細胞から形成され、成長し、口内に萌出する複雑なプロセスである。多様な生物種が歯を持っているが、歯の発生はヒトとほぼ同じである。ヒトの歯が健康な口腔環境を維持するためには、エナメル質、象牙質、セメント質、歯周組織が出生前発育の適切な段階で発生する必要がある。乳歯は、妊娠6週目から8週目にかけて歯胚の発生期に形成され始め、20週目には永久歯が形成され始める。歯がこの時期辺りに発生を始めなければ、全く発生しない。
かなり多くの研究が、歯の発生が始まるプロセスを決定することに焦点を当てている。歯の発生に必要な因子が第一咽頭弓の組織にあるという点は広く受け入れられている。
歯の発生は一般的に、蕾状期、帽状期、鐘状期、そして最後の成熟期に分かれる。歯の発生段階分けは、連続して起こる変化を分類する試みであるが、特定の歯の発生に割り当てるべき段階を決めることは多くの場合難しい。この決定は、さらに同じ歯の発生の異なる組織切片の多様性出現によって複雑になり、これが異なる段階であるようにも見えることがある。
歯蕾（歯胚とも）は、最終的に歯を形成する細胞の集まりである。これはエナメル器、歯乳頭、歯小嚢の3部分に分けられる。エナメル器は、外エナメル上皮、内エナメル上皮、星状網、中間層で構成される。これら細胞がエナメル芽細胞を生じさせ、これがエナメル質および縮合エナメル上皮を産生する。外エナメル上皮と内エナメル上皮の連結箇所 (cervical loop) の細胞が深部組織に成長することでヘルトビッヒ上皮鞘が形成され、これが歯根の形を決定する。歯乳頭には象牙芽細胞の発生する細胞が含まれ、これが象牙質を形成する細胞である。さらに、歯乳頭と内エナメル上皮との接合が歯冠の形状を決定する。歯小嚢は、セメント芽細胞、骨芽細胞、線維芽細胞という3つの重要な細胞を生み出す。セメント芽細胞は歯のセメント質を形成する。骨芽細胞は歯根の周囲にある歯槽骨を生み出す。線維芽細胞では、セメント質を介して歯槽骨と歯茎を接続する歯周靭帯が発生する。

### 萌出

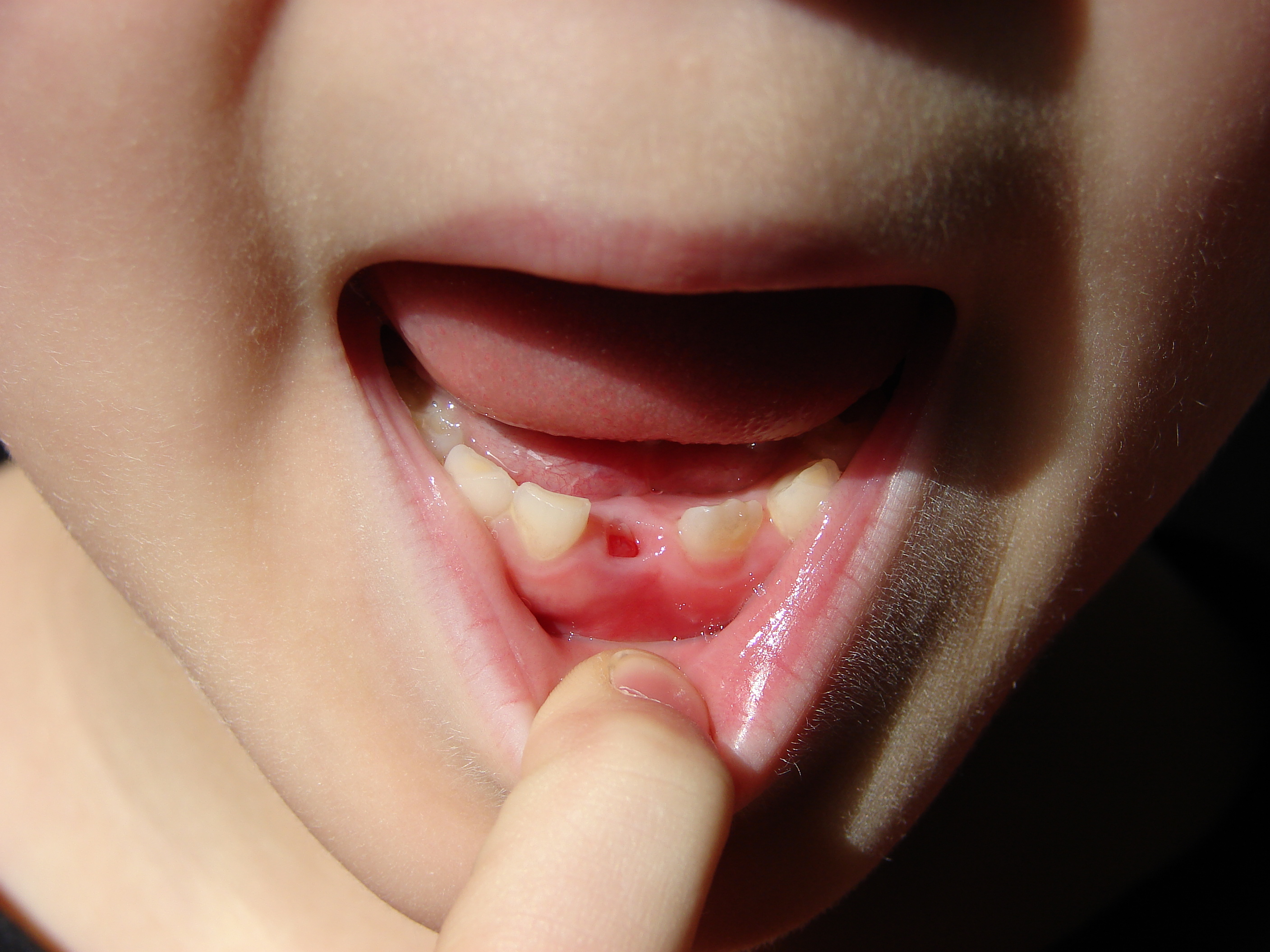
7歳の下側の歯。乳歯(左)、乳歯が抜けた箇所(中央)、永久歯(右)

ヒトの歯の萌出とは、歯が口腔に生えて目に見えるようになる歯の発育過程である。近年の研究では歯周靭帯が歯の萌出に重要な役割を果たしていることが示されている。乳歯は、生後約6ヶ月から2歳までに萌出する。この歯はヒトが約6歳になるまで口内で唯一のものである。その頃に最初の永久歯が萌出する。この段階はヒトが乳歯と永久歯が混在する時期で、混合歯列期として知られている。混合歯列期は、最後の乳歯が抜け落ちて残りの永久歯が口に萌出するまで続く。
歯の萌出原因については多くの学説がある。ある学説は、歯根の発達が口内に歯を押し出すと提言している。もう一つは歯の顕微鏡研究から生じたcushioned hammock理論として知られるもので、これは歯根周囲の「靭帯」を顕微鏡観察して考えられたものである。その後「靭帯」はスライド標本を準備する過程で作成された人工物に過ぎないことが判明した。2021年時点で最も広く信じられているのは、歯周靭帯が萌出過程の主な原動力になっているという説である。
永久歯が子供の小さな顎には大きすぎるという問題が乳歯から永久歯に生え変わる大きな理由であるため、（顎の骨格を含む）身体的な成長が歯の生え変わりと強い相関があることが分かっている。

## 支持構造

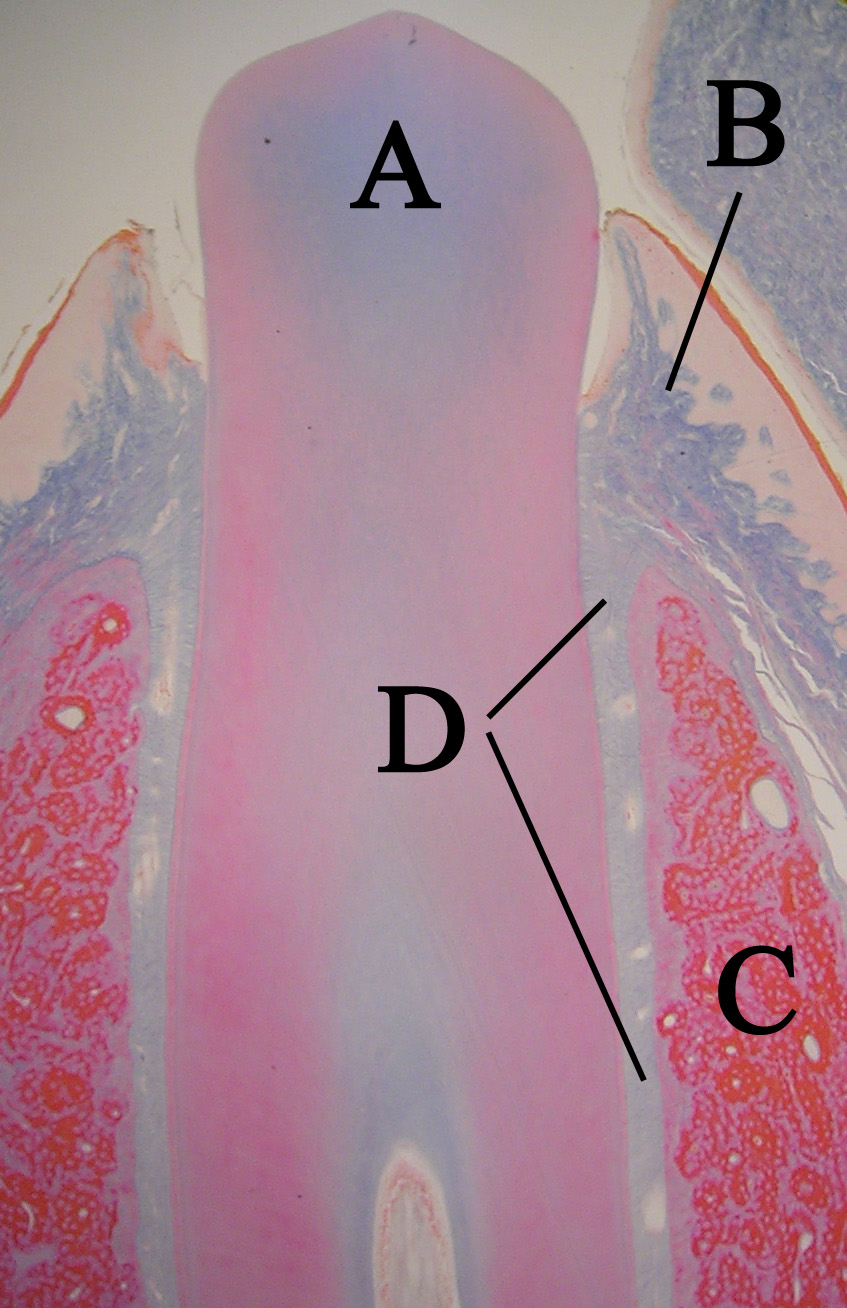
口腔に萌出している歯の組織断面図。
A: 歯
B: 歯肉
C: 骨
D: 歯周靭帯

歯周組織は歯の支持構造であり、歯と周囲の組織とが接着する補助をし、触覚や圧力感知を可能にしている。同組織は、セメント質、歯周靭帯、歯槽骨、歯肉で構成されている。このうちセメント質だけが歯の一部となる。歯周靭帯は歯槽骨をセメント質と繋いでいる。歯槽骨は歯根を囲んで歯を支えており、一般に「ソケット」と呼ばれるものを作る。骨の上に覆いかぶさる歯肉や歯茎は、口内で容易に見ることが可能である。

### 歯周靭帯
歯周靭帯（歯根膜とも）は、歯槽骨に歯のセメント質を接着する特殊な結合組織である。この組織は骨の内部で歯根を覆っている。各靱帯の幅は0.15-0.38mmであるが、大きさは歳月とともに減少していく。歯周靭帯の機能には、歯を骨に接着、歯の支え、歯の移動時や触った時や萌出時の骨の形成および吸収などである。歯周靭帯の細胞には、骨芽細胞、破骨細胞、線維芽細胞、マクロファージ、セメント芽細胞、マラッセの上皮遺残が含まれる。主にI型とIII型のコラーゲンからなる線維は束にまとめられて、その位置に応じて命名される。神経供給は、一般的に骨の頂部から歯に入り、歯肉の頂上に向かって歯の周囲に網目を巡らせる。噛むなどして歯に圧力がかかった時、歯がソケット内でわずかに動いて歯周靭帯に緊張を与える。 その後、神経線維がその情報を中枢神経系に送信する。

### 歯槽骨
歯槽骨は歯の周りに歯槽を形成する顎の骨である。人体の他の骨と同様、歯槽骨は生涯を通じて新陳代謝する。骨芽細胞は骨を作成し、破骨細胞は、特に歯に力が置かれている場合、骨を破壊する。矯正を介して歯の移動が試みられる場合と同様、歯からそれに向かって移動する圧迫力に置かれる骨の領域では高レベルの破骨細胞を持ち、骨吸収をもたらす。逆に離れつつある歯と接着していた歯周靭帯からの張力を受ける骨の領域には骨芽細胞の数が多く、骨形成をもたらす。

### 歯肉
歯肉(歯茎とも)は、顎に積み重なる粘膜組織である。歯肉上皮は、口腔上皮、付着（接合）上皮、歯肉溝上皮の3種類からなる。この3種は、歯と口の間にある上皮細胞の塊(epithelial cuff) から形成される。口腔上皮は歯の付着と直接の関連はなく、口腔内で見ることができる。 付着上皮は基底膜とヘミデスモソーム（半接着斑とも）で構成され、歯と接着する。歯肉溝上皮は歯肉上にある非角質な重層扁平上皮組織で、歯肉と接触しているが歯に接着していない。

## 虫歯

### プラーク
歯垢（プラークとも）は、歯に形成される大量の様々な細菌からなる微生物叢である定期的に除去しなければ、歯垢の蓄積は歯肉炎などの歯周問題につながりかねない。時間が経つと、歯垢が石灰化して歯石を形成する。微生物叢を形成する微生物はほぼ全てが細菌(主にレンサ球菌と嫌気性菌)であり、その組成は口内の位置によって変化する。中でもストレプトコッカス・ミュータンスが、虫歯に関連する最も重要な細菌である。
口内にいる特定の細菌は、食品（特に砂糖やデンプン）の残滓で生きている。酸素不足の場合、菌たちが乳酸を生成し、これがエナメル質内のカルシウムとリンを溶解する。このプロセスは「脱塩」として知られ、歯の破壊につながる。唾液は、歯表面のpHが臨界pH（通常5.5と見なされる）を上回る原因となる各種の酸を徐々に中和する。これは溶存無機物をエナメル質に戻す再石灰化 (Remineralisation) の原因となる。食品摂取の間に十分な時間があるのならその影響は限定的であり、歯は自分自身を修復できる。ただし、唾液は細菌によって生成される酸を中和するものの歯垢を貫いて浸透することはできない。

### 齲蝕（虫歯）

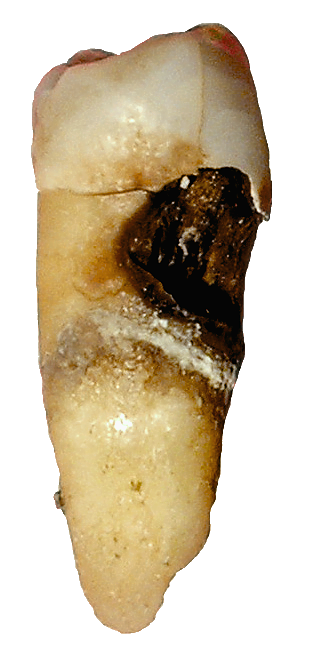
進行した小臼歯の虫歯

「虫歯」と呼ばれる齲蝕は、歯牙構造を傷める感染症である。この病気は痛み、歯の喪失、感染症をもたらす可能性がある。齲蝕には長い歴史があり、中世はおろか鉄器時代や青銅器時代、新石器時代以前にも存在していたという証拠がある。齲蝕の罹患率が増える最大要因は、食事の変化に関連している。今や齲蝕は世界で最も多く見られる病気の一つである。米国では、虫歯が最も一般的な慢性小児疾患であり、少なくとも喘息の5倍以上である。虫歯の症例が全体的に減少している国では、この病気の分布に偏りが続いている。欧米の小児達の間では、齲蝕の症例の60-80%が人口の2割で発生する。
虫歯は、ショ糖や果糖やブドウ糖などの発酵性炭水化物がある場所で最も損傷をもたらす特定種類の酸産生菌によって引き起こされる。歯の特別なミネラル含有量が原因で低pHに敏感になるため、口内の酸性レベルが歯に影響を与える。歯の破壊程度に応じて、歯を適切な形態、機能、外観に戻すための様々な処置を施すことが可能だが、大規模な歯牙構造を再生する方法は知られていない。代わりとして、歯科保健機関は虫歯にならないための定期的な口腔衛生や食事改変などの事前予防的措置を提唱している。

## 歯のケア

### 口腔衛生

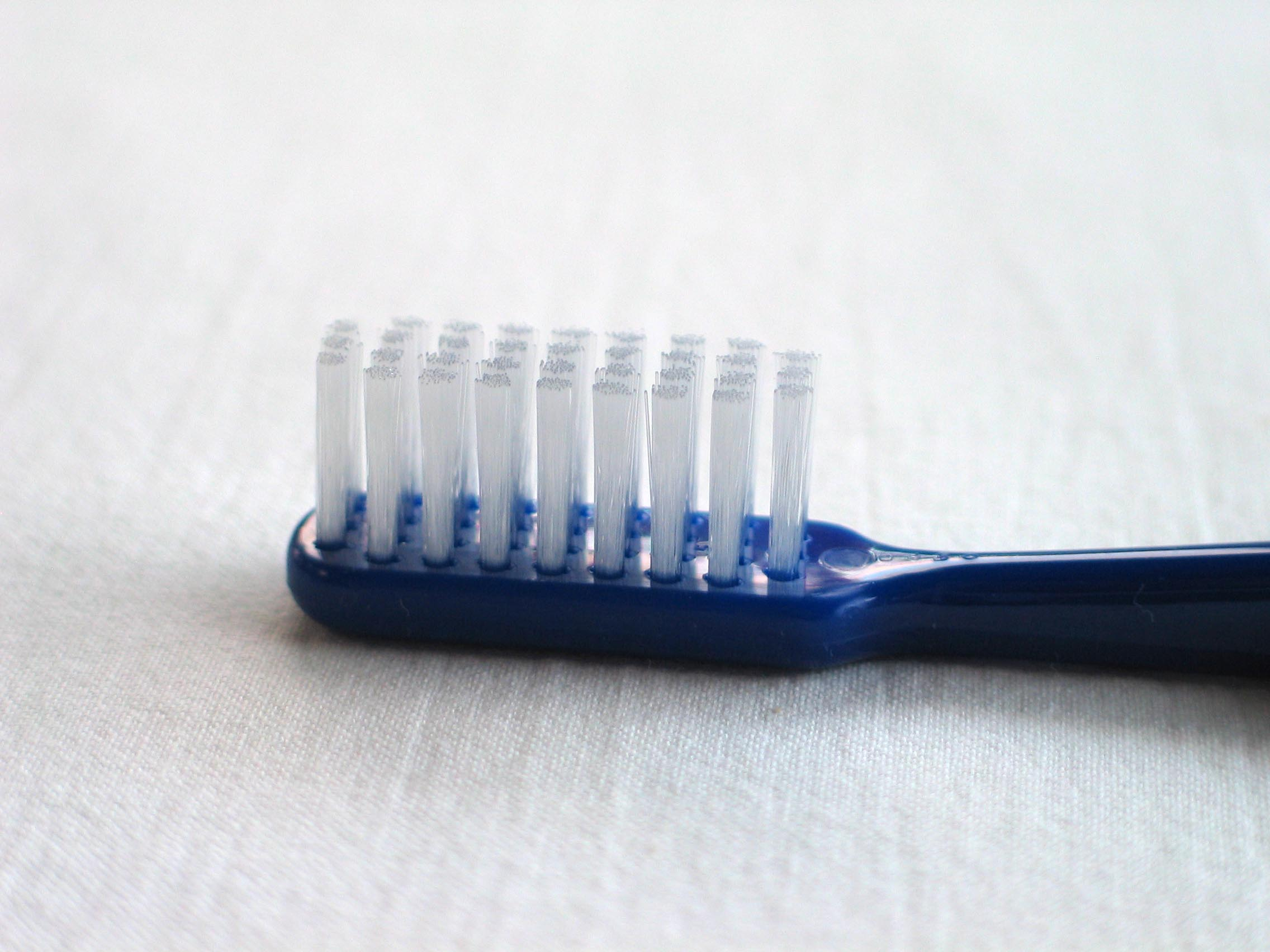
歯ブラシが、歯を磨くために一般的に使用される

口腔衛生は口を清潔に保つ習慣であり、虫歯、歯肉炎、歯周病、口臭ほか歯の障害を予防する手段である。それは専門的ケアと個人的ケアの両方で構成されている。通常、歯科医や歯科衛生士によって行われる定期クリーニングは、慎重な歯磨きや歯間みがきでも発生する可能性のある歯石（石灰化した歯垢）を取り除く。専門家のクリーニングには、様々な器具を使って歯面沈着物を除去するスケーリングなどが含まれる。
歯を清潔にする目的は、主に細菌で構成される歯垢の除去である。医療専門家は、歯垢や歯石の形成を防ぐために、1日2回(朝と晩または食事後)の定期的な歯磨きを推奨している。歯ブラシは歯間領域を除いて、ほとんどの歯垢を除去できる。その結果、歯間みがきもまた口腔衛生の維持に必要だと考えられている。正しく使った場合、デンタルフロスが歯間や歯茎から歯垢（しばしば歯周病が始まったり虫歯の原因となる）を取り除く。
電動歯ブラシは口腔衛生の補助として人気がある。障害のない利用者は、手動で適切に磨く方法の手ほどきを受けてしっかりした動機を持つことにより、少なくとも最高級電気ブラシに並ぶほど満足のいく口腔衛生基準に到達することが可能だが、訓練を受けていない利用者がそこに達するのは稀である。全ての電動歯ブラシが一様に効果的ではなく、最良の効果を得るためには適切に使用する必要があるものの「電動歯ブラシは歯磨きが不得手で、結果的に口腔衛生上の問題を抱えている人々の手助けとなる傾向がある」という。電動歯ブラシの最も重要な利点は、関節リウマチに関連するなど手先の器用さに難点がある人々にとって役立つ点である。

### 予防処置
フッ化物療法がしばしば虫歯予防として推奨される。フッ化水およびフッ化物の錠剤が齲蝕の発生率を減少させる。フッ化物は、エナメル質内のヒドロキシアパタイト結晶と結合することによって虫歯予防を手助けする。フッ化物を配合するとエナメル質は脱塩に強くなり、虫歯に対する耐性が高くなる。フッ化物入りの歯磨き粉やマウスウォッシュなども歯面を保護するのに推奨される。多くの歯科医が、定期的クリーニングの一環としてフッ化溶液の塗布処置などを行う。
シーラントは、細菌や虫歯に対するバリアを歯面に張るため使用されることの多いもう一つの予防療法である。シーラントは最大10年間持続可能で、主に子供や若年層、特に歯磨きや歯間みがきが不得手な人の大臼歯の咬合面に使用される。シーラントは歯科医院や歯科衛生士によって、フッ化物塗布と同程度の技術と費用にて適用される。

## 修復

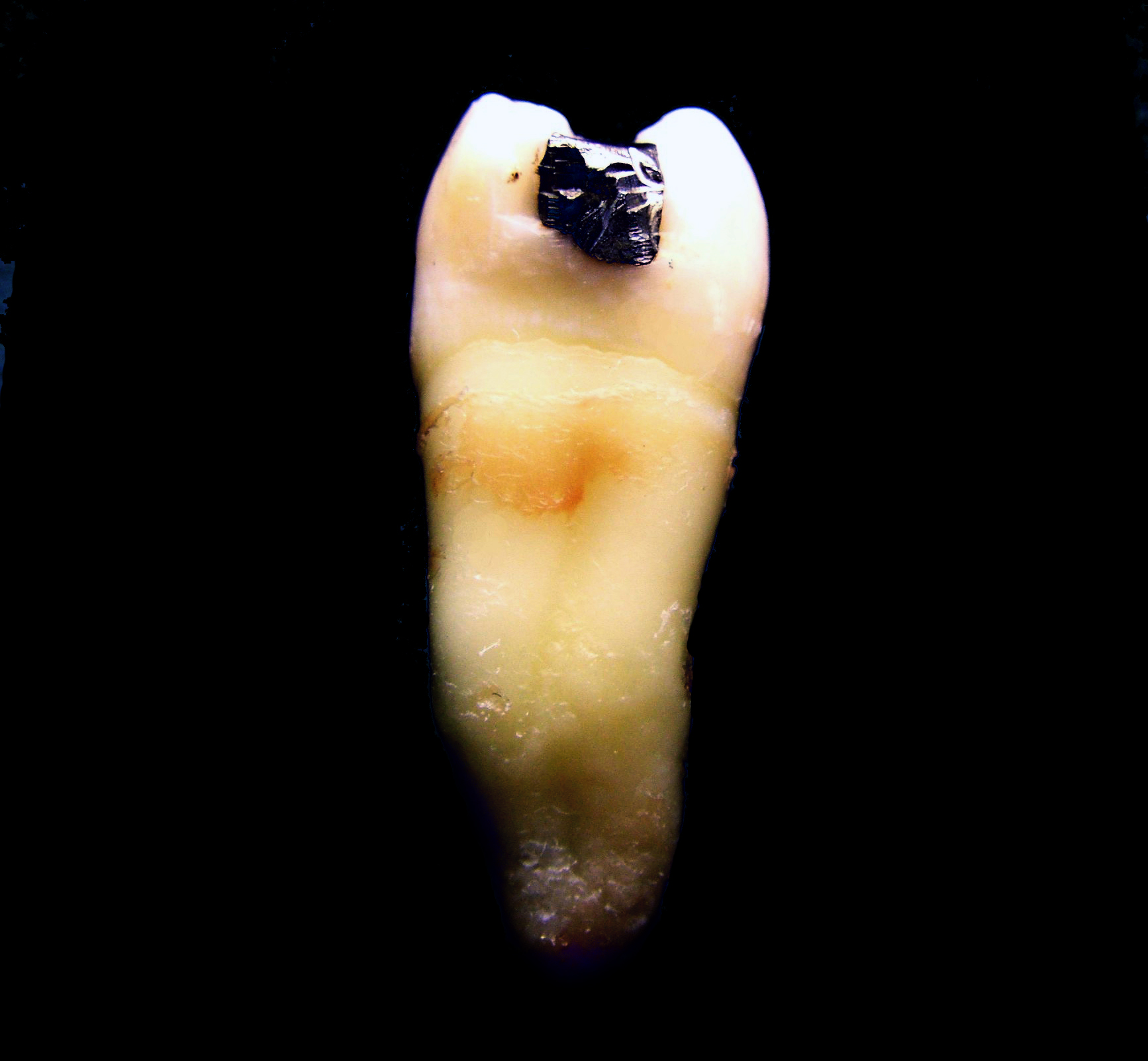
修復された小臼歯

歯が損傷または破壊された後、失われた構造の修復は様々な治療で達成可能である。修復は、グラスアイオノマーセメント、アマルガム、金、セラミック、コンポジット材など、様々な素材から作成される場合がある。歯の内側に配された小型の修復物は「内側性修復物」と呼ばれる。これらの修復物は、口内で直接形成されるか、一部のインレーやアンレーではロストワックス技術を用いて鋳造する場合もある。歯の大部分が失われると、人工クラウン (歯科)や、ベニアなどの「外側性修復物」が製作され、対象の歯を修復する。
歯が失われた場合、入れ歯、ブリッジ (歯科)、デンタルインプラントが代替として使用される場合がある。入れ歯は通常最もコストが低く、インプラントは通常最も高価である。入れ歯には、口弓全体の総入れ歯もあるし、部分的に補う部分入れ歯もある。ブリッジは、欠けている歯の小さな空間を補うもので、修復の支持に隣の歯を使う。デンタルインプラントは、単一の歯または連なった歯を補うのに使われる場合がある。インプラントは最も高価な治療の選択肢だが、美観と機能のため多くの場合最も望ましい修復である。入れ歯の機能改善のため、インプラントが支持として用いられる場合もある。
また、投薬治療により人為的に歯を生えさせる「歯生え薬」の研究も行われている。2021年5月の発表では、成長に伴い次の歯の形成を阻害するたんぱく質「USAG-1」が発見され、USAG-1を抑制する抗体を投与する動物実験により人為的に歯を生えさせることに成功したことが報じされた。無歯症患者の治療を目的として、2024年の発表では、年内9月にはヒトへの治験を行い、2030年ごろにまで実用化を目指す。

## 異常

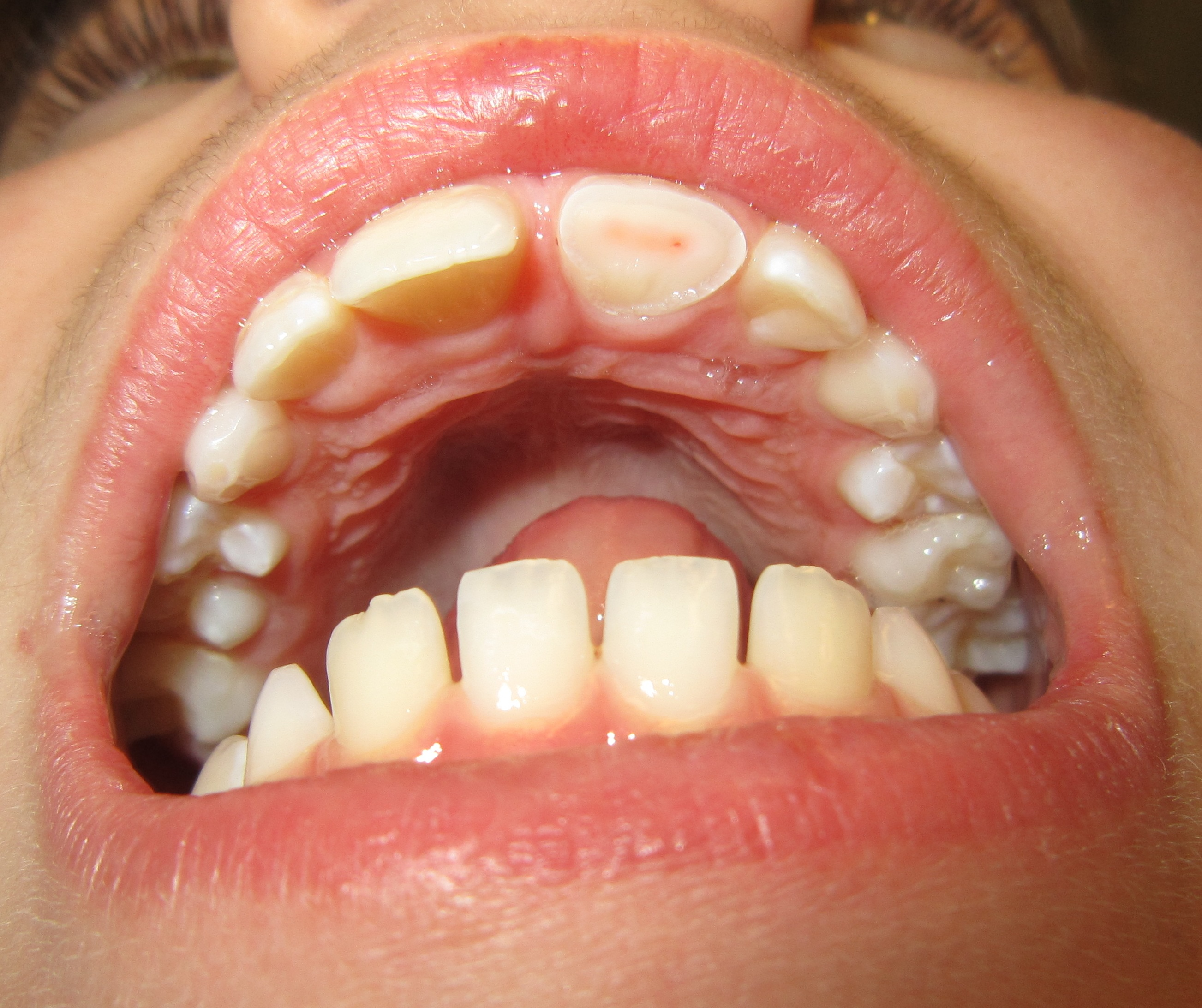
割れた上顎切歯に見られる桃色の歯髄

歯の異常は、原因が環境なのか発達なのかで分類される場合がある。環境異常は明らかな原因があるように見えるが、一部の発達異常の原因については何ら分からないように見える場合もある。環境の力は、発生期の歯に影響を与えたり、発生後に歯の構造を破壊したり、どの発育段階でも歯を変色させたり、歯の生える道筋を変えてしまう場合もある。発達異常は、歯の数、大きさ、形、構造に最も影響を与えることが多い。

### 環境要因

#### 歯の発生期の異変
歯の発生期に環境要因によって引き起こされる歯の異常は、長期的な影響を及ぼす。エナメル質と象牙質は、最初に石灰化した後に再生することはない。エナメル質形成不全はエナメル質の形成量が不十分な状態である。これは、歯牙領域に窪みや溝を作ったり、エナメル質が広範囲に存在しなくなる。エナメル質の拡散不透明度はエナメル質の量に影響を与えないが、その外観を変更する。影響を受けたエナメル質は、歯の残りの部分とは異なる半透明性を有する。エナメル質の境界不透明度は半透明度が減少し、白、クリーム、黄色、茶色を示す鋭い境界を持つ。栄養因子によって引き起こされ得るものとしては、発疹性疾患(水疱瘡、先天性梅毒)、未診断や未治療のセリアック病 、低カルシウム血症、歯のフッ素症（斑状歯）、分娩損傷、早産、乳歯からの感染症や外傷などがある。歯のフッ素症は、フッ化物を過剰摂取した結果起こる、歯が斑状に黄・茶・黒ずんだり時には凹んだりするものをいう。ほとんどの場合、エナメル質欠損はセリアック病によって引き起こされる（他の症状や徴候がない場合この疾患の唯一の症状）が、認識されていないとフッ素症など別の原因と誤って結びつけられることもある。先天梅毒に起因するエナメル質形成不全はハッチンソン歯と呼ばれることも多く、ハッチンソン三徴候の一部と考えられている。ターナー歯と呼ばれる形成不全は一般的に近くの乳歯の以前の感染によるから永久歯のエナメル質の欠損ないし減少の一部である。形成不全は抗腫瘍療法からも生じる。

#### 発生後の破壊
齲蝕以外のプロセスによる歯の破壊は正常な生理学プロセスと考えられているが、病的状態になるほど重篤になる場合もある。咬耗症は、相対する歯からの機械的な力による歯牙構造の喪失である。初期の咬耗はエナメル質に影響を与え、確認を怠った場合、下層の象牙質に進行する場合もある。磨耗症は、外部要素からの機械的力による歯牙構造の喪失である。この力がセメント-エナメル境(CEJ)で始まると、歯のこの領域ではエナメル質が非常に薄いため、歯牙喪失の進行が速くなる可能性がある。このタイプの歯磨耗の一般的な原因は、歯ブラシを使う際の過剰な力である。酸蝕症は、細菌由来ではない酸による化学的溶解が原因となる歯牙構造の喪失である。腐食による歯の破壊兆候は、嘔吐が歯を胃酸に曝すため過食症の人々の口内に共通の特徴である。もう一つの重要な腐食酸原因は、レモン汁の頻繁な吸引である。アブフラクションは屈曲力による歯牙構造の喪失である。歯が圧力の下で屈曲するにつれ、咬合と通称される歯が互いに触れ合う配置が歯の片側に緊張を引き起こし、歯の逆側では圧縮を引き起こす。これは、張力のかかる側にV字型の窪みが生じ、圧縮のかかる側にC字型の窪みが生じると考えられている。 歯根で歯の破壊が起きる時、歯髄内の細胞によって引き起こされる場合このプロセスは内部吸収と呼ばれるが、歯周靭帯の細胞によって引き起こされる場合は外部吸収と呼ばれる。

#### 変色

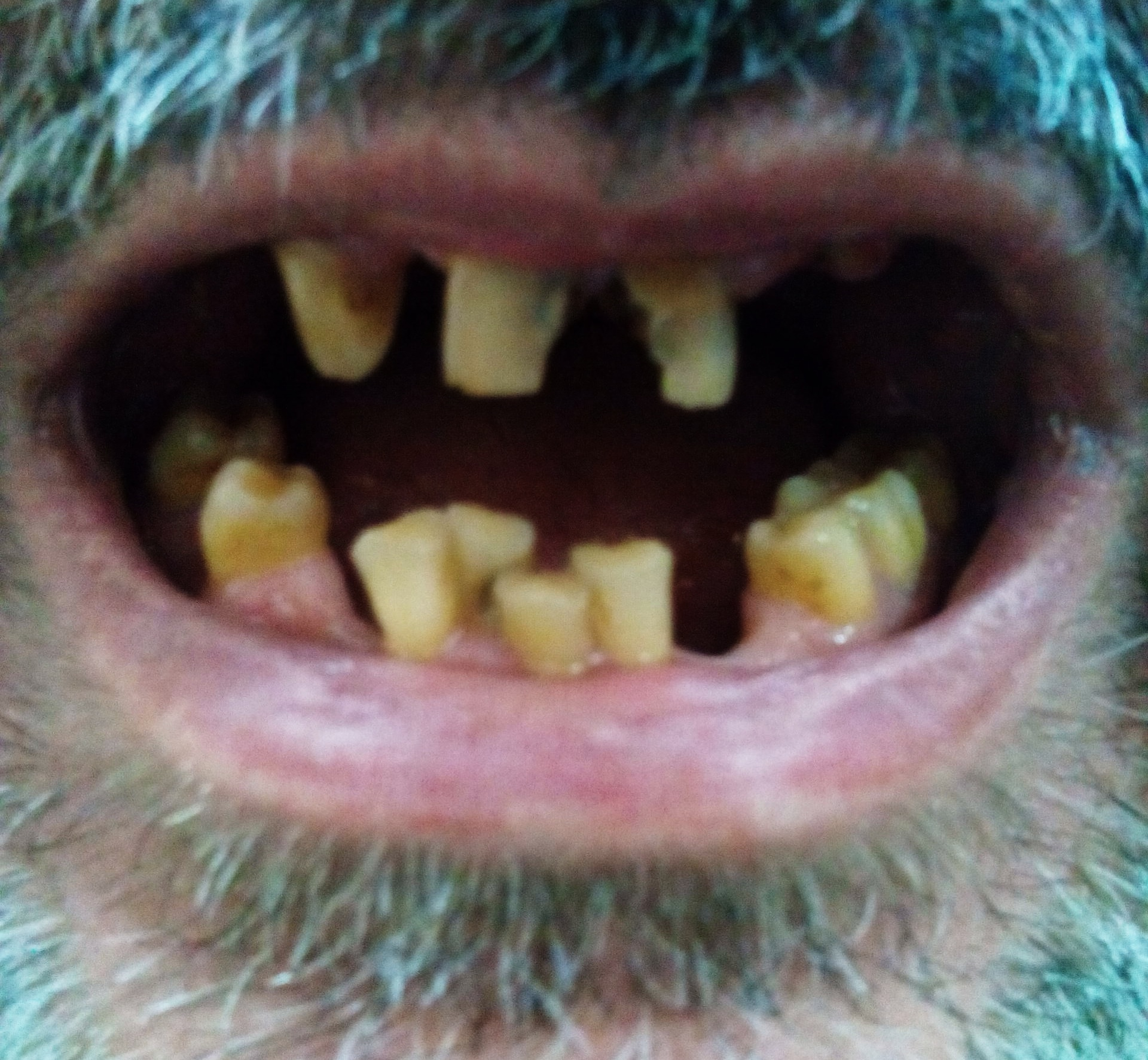
退色した歯

歯の変色は、菌のくすみ、タバコ、紅茶、コーヒー、クロロフィルの豊富な食品、修復材料、薬剤から生じる場合がある。菌からの汚れは、緑から黒やオレンジに色を変化させる場合がある。緑の汚れはまた、クロロフィルを持つ食品や銅やニッケルの過剰発露から生じる。一般的な歯科修復材のアマルガムは、歯の隣接領域を黒や灰色に変える場合もある。マウスウォッシュのクロルヘキシジンの長期使用は、歯の歯肉付近に外因性の汚れの形成を助長する場合がある。これは通常、衛生士によって除去が容易である。全身性疾患もまた歯の変色を引き起こす可能性がある。先天の赤芽球性（骨髄性）ポルフィリン症は、歯にポルフィリンを沈着させて赤褐色の着色を引き起こす。青い変色はアルカプトン尿症で発生し、稀にパーキンソン病で起きる場合もある。胎児赤芽球症および胆道閉鎖症は、ビリベルジンの沈着から歯が緑色に見える場合もある疾患である。そのほか、外傷が歯をピンク、黄色、濃灰色に変える場合もある。ピンクと赤の変色はハンセン病との関連もある。テトラサイクリン系抗生物質などの一部薬剤は、歯牙構造に組み込まれて歯の本質的な染色を引き起こす場合がある。

#### 萌出の異変
歯の萌出は、いくつかの環境要因によって変わってしまう場合がある。萌出が早期に停止すると、歯が影響を受けると言われている。歯の影響の最も一般的な原因は、歯の口内空間不足である。他の原因では、腫瘍、嚢胞、外傷、肥厚した骨や軟組織の場合もある。歯の強直症は、歯が既に口中に萌出しているが、セメント質や象牙質が歯槽骨と融合している場合に起こる。これは、人に永久歯の生え変わりをさせず、乳歯を留め置かせたりもする。
萌出の自然進行を変更する技術は、スペースの維持や混雑・間隔を防ぐ理由から特定の歯の萌出を早めたり遅らせたい矯正歯科医によって採用されている。後継である永久歯の歯根が総成長の1/3に達する前に乳歯が抜けてしまうと、永久歯の萌出が遅れる。逆に、永久歯の歯根が2/3以上出来上がると、永久歯の萌出が加速する。1/3-2/3の間で、萌出速度に何が起こるかは正確には分かっていない。

### 発達要因

#### 数の異常
- 無歯症は、歯が全く発生しない症状である。
- 過剰歯は、通常より多くの歯があることである。
- 歯数不足は、歯の発生が1本以上足りないことを指す。
  - 部分性無歯症は、6本以上歯が無い場合をいう。

過剰歯を引き起しかねない全身性障害には、アペール症候群、鎖骨頭蓋異形成症、クルーゾン症候群、エーラス・ダンロス症候群、ガードナー症候群、スタージ・ウェーバー症候群が含まれる。歯数不足を引き起こしかねない全身性障害には、クルーゾン症候群、外胚葉形成不全症、エーラス・ダンロス症候群、ゴーリン症候群などが挙げられる。

#### サイズの異常
- 矮小歯は、歯が通常サイズよりも小さい状態。
- 巨大歯は、歯が通常サイズよりも大きい状態。

単一歯の矮小歯は上顎側切歯に生じる可能性が高い。矮小歯になる可能性が2番目に高い歯は第三大臼歯（親知らず）である。全ての巨大歯は、下垂体性巨人症および松果体過形成で生じることが知られている。また、片側顔面肥大 の場合に生じたりもする。

#### 形状の異常

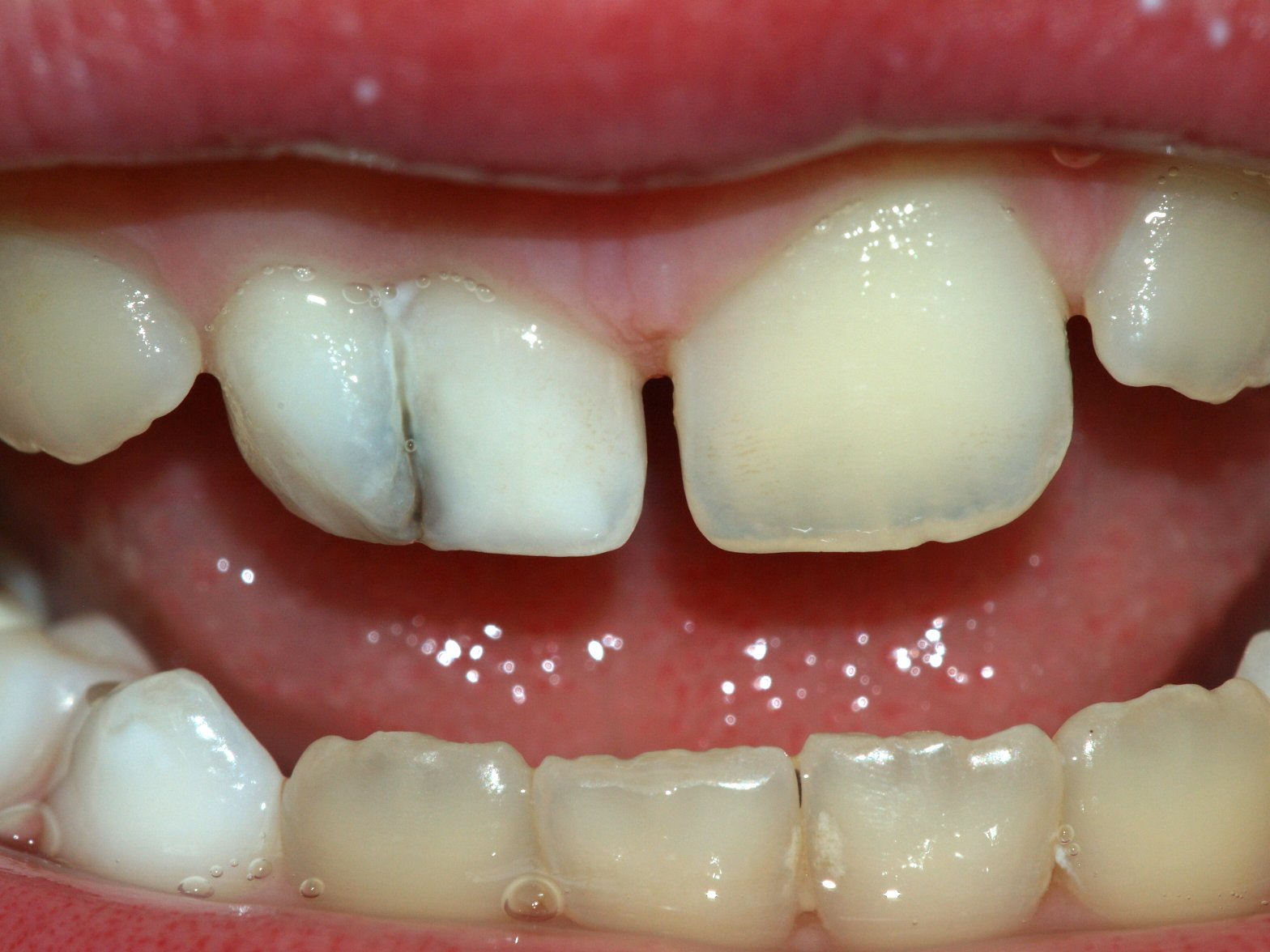
乳歯2本の癒合

- 双生歯は、発生している1本の歯が2本の歯の形成に不完全に分裂したときに起こる。
- 癒合歯は、隣り合う2本の歯が発生時に癒合したもの。
- 2本の歯のセメント質だけが癒合するケース (Concrescence) もある
- 歯の咬頭が飛び出るものとして、距錐咬頭、カラベリ結節、中心結節などが確認されている。
- 歯内歯は、歯質が歯髄腔内に深く陥入したもので陥入歯とも呼ばれる。
- 異所性エナメル質は、歯根などの通常ではない場所に見られるエナメル質。
- 牛歯化は、歯根が下方で融合することにより歯髄腔が大きくなったもので[82]、クラインフェルター症候群、TDO症候群 (Tricho-dento-osseous syndrome) 、トリプルX症候群、XYY症候群と関連がある[83]。
- セメント質増殖症はセメント質の過剰形成であり、これは外傷、炎症、先端巨大症、リウマチ熱、骨ページェット病から生じる場合がある[83]。
- 歯根湾曲は、形成時期に歯への外傷によって引き起こされた可能性のある歯根の湾曲である。
- 過剰根は、予想よりも多くの歯根数があるものをいう。

#### 口唇口蓋裂との関連
口唇口蓋裂(CLP)患者には多種多様な歯の異常が見られる。歯列の両方の組が影響を受ける場合もある。ただし、一般的には影響を受けた側で見られる。最も頻繁見られるのは、欠損歯、過剰歯、変色である。ただし、エナメル質異形成、変色、歯根の発達遅延も一般的である。CLPの小児では、口唇裂領域の側切歯が歯牙発達障害の有病率が最も高い。この状態は歯の混雑の原因ともなりうる。これには、機能と美観に対する配慮を念頭に置いて正しい治療計画を考慮することが重要である。管理を正しく調整することにより、内部に負担を掛ける治療手順を防いで成功した保守的治療をもたらすことができる。
CLP患者達における特定の歯科異常の有病率を算出する研究は多く実施されており、様々な結果が得られている。ともあれ、CLP患者が様々な歯の異常を呈する可能性が高いのは明白である。歯科の問題進行を正しく治療したり予防するためには、臨床と放射線的の両面から患者を評価することが不可欠である。なお、CLP患者はIOTN（矯正必要性の指標）で自動的に5と採点されるため、矯正治療を受けやすくなっている。治療をうまく調整かつ計画するためには歯科矯正医との連絡が不可欠である。

#### 構造異常
- 遺伝性エナメル質形成不全症は、エナメル質が適切に形成されない、または一切形成されない状態である[88]
- 象牙質形成不全症は、象牙質が適切に形成されない状態で骨形成不全症と関連する場合もある[89]。
- 象牙質異形成症は、歯根および歯髄が冒される疾患。
- 局所歯異形成症は、エナメル質、象牙質、歯髄が冒される疾患で、X線写真で歯が「幽霊」状に見える原因となる[90]。
- ジアステマは、顎と歯のサイズ不均衡によって引き起こされた、歯2本の間に隙間がある状態のこと[91]。

## 歯の文化と伝統
お歯黒
歯固め
中国では、正月に膠牙錫(飴)という飴を舐めて長寿と歯の健康を願った。日本に伝来すると正月に硬いものを食べて歯を丈夫にするようにする儀式となった。食べる物としては大根が多いが、歯固め石という石を食べさせる地域もある。
乳歯の扱い
ヨーロッパでは枕の下に入れてたら歯の妖精がコインに変える。アメリカなどではネズミがプレゼントに交換する。中東などでは、太陽に向かって投げる。中国や日本などのアジア圏では、歯が生えていた方向に向かって投げる。

## 参考資料
- Ash, Major M.; Nelson, Stanley J. (2003). Wheeler's Dental Anatomy, Physiology, and Occlusion (8th ed.). ISBN 978-0-7216-9382-8
- Cate, A. R. Ten (1998). Oral Histology: development, structure, and function (5th ed.). Mosby. ISBN 978-0815129523
- Neville, B. W.; Damm, D.; Allen, C.; Bouquot, J. (2002). Oral & Maxillofacial Pathology (2nd ed.). W.B. Saunders. ISBN 978-0-7216-9003-2
- Ross, Michael H.; Kaye, Gordon I.; Pawlina, Wojciech (2002). Histology: a Text and Atlas (4th ed.). Baltimore: Lippincott Williams & Wilkins. ISBN 978-0683302424